# Меланж

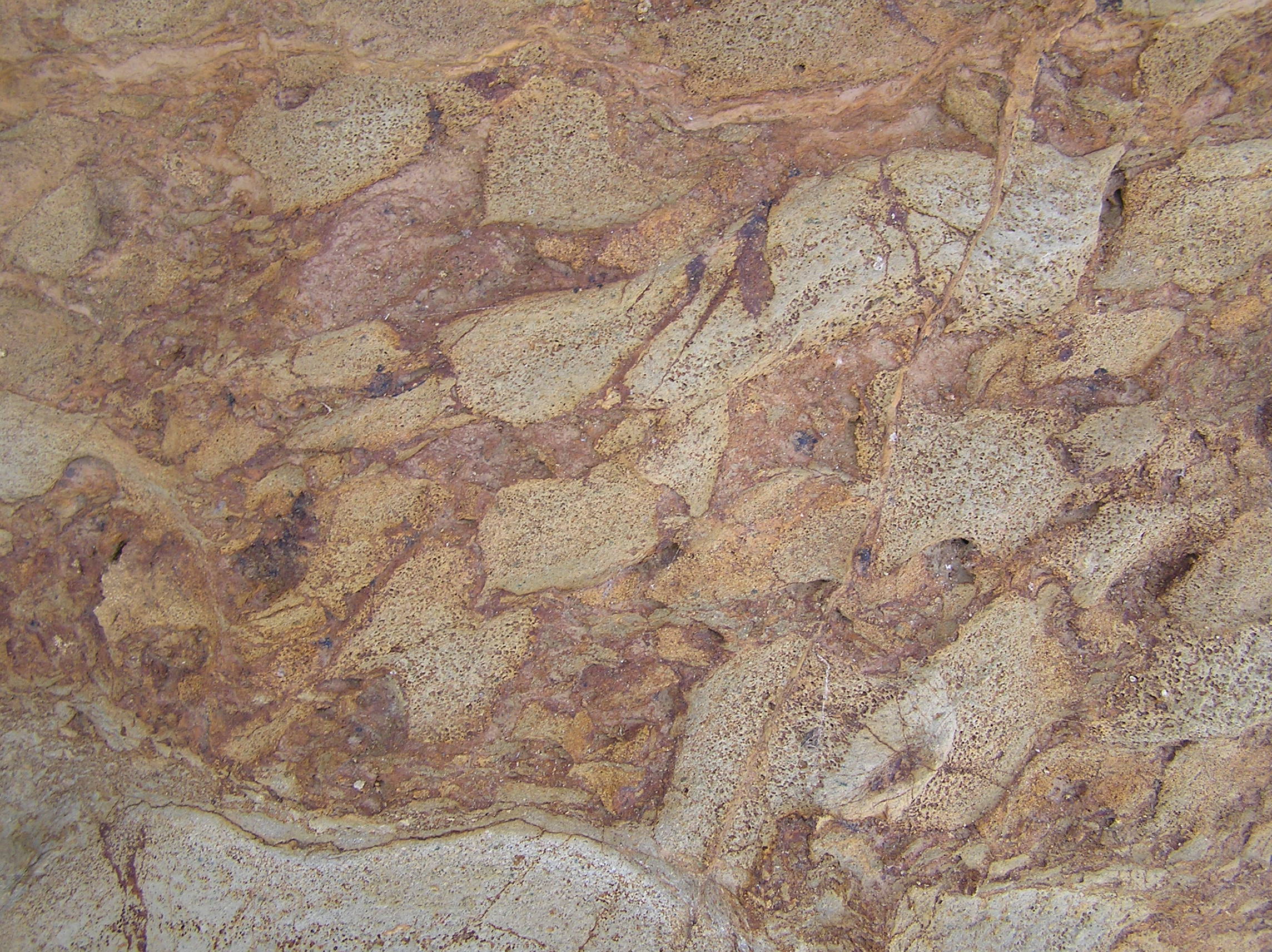
Меланж (група пластів Нарума, Новий Південний Уельс, Австралія)

Меланж (англ. melange, нім. Melange f) — в геології — комплекс гірських порід різного складу, представлений брилами ультраосновних порід, основних лав і туфів, метаморфічних порід, яшм і вапняків, нерідко за участю серпентинів (серпентинний меланж), які розміщуються безсистемно зі слідами тектонічного подрібнення і взаємного переміщення. Виникають при формуванні тектонічних покривів; свідчать про наявність переміщень у земній корі.